# Franco Piavoli
Franco Piavoli (* 21. Juni 1933 in Pozzolengo, Lombardei) ist ein italienischer Filmregisseur.

## Leben
Piavoli schloss ein Studium der Rechtswissenschaften ab, interessierte sich dann aber in erster Linie für Botanik und Verhaltensforschung und wirkte als Fotograf. Ab 1961 drehte er Dokumentarfilme zu seinen Themen, die Beifall seitens der Kritiker fanden. Zwischenzeitlich wandte er sich beinahe vom Filmemachen ab und wäre Lehrer geworden, da das Einkommen als Regisseur kaum für seine Familie ausreichte. 1981 legte er ein abendfüllendes Werk vor, das bildgewaltigen Il pianeta azzurro. In diesem Film zeigt der Naturliebhaber den Zyklus eines Tages und der vier Jahreszeiten auf, die wenigen in den Naturbildern auftauchenden Menschen wirken klein und verloren. Auch in seinen folgenden Filmen waren die Natur, das Vergehen von Zeit und der Kreislauf des Lebens zentrale Themen. Neben der Filmarbeit war Piavoli auch lange am Theater sowie der Oper tätig, in der Spielzeit 1984/1985 inszenierte er etwa zwei Opern von Giacomo Puccini beziehungsweise Giuseppe Verdi.
1989 folgte sein erster Spielfilm: Nostos – il ritorno stellte das Meer und dessen Ruhe in den Mittelpunkt – wie in allen seinen Filmen setzt Piavoli, der sie auch schreibt, filmt und schneidet, auf Bildsprache und minimiert Dialogisches. Sein folgender Film Voci nel Tempo (1996) spielt in einem kleinen lombardischen Dorf und schildert Lebensmomente und Gefühle der Dorfbewohner unterschiedlichen Alters: Die ersten, im Frühling angesiedelten Szenen spielen unter Kindern, dann zeigt er Erwachsene und schließlich sind gegen Filmende die alten Menschen im Herbst zu sehen. In seinem bisher letzten abendfüllenden Spielfilm Al primo soffio di vento (2002) folgt die Kamera den sehr unterschiedlichen Lebenswelten der Mitglieder einer sechsköpfigen italienischen Familie. 2007 widmete das Centro Coscienza seinen frühen Fotografien eine Retrospektive. In den 2010er-Jahren inszenierte Piavoli mehrere Kurzfilme.
Piavoli, der die Produktionsfirma Zefirofilm gegründet hat, wurde mit seinen Arbeiten vielfach ausgezeichnet, so 1983 mit einem Silbernen Band bei den Nastro d’Argento sowie 1996 mit dem FEDIC-Award bei den Internationalen Filmfestspielen in Venedig. Prominente Regiekollegen wie Bernardo Bertolucci und Andrei Tarkowski fanden Lob für ihn. Der Filmhistoriker Gian Piero Brunetta schreibt in seiner Geschichte des italienischen Films: „Franco Piavoli, Einzelgänger und Anomalie, entwickelte eine Poesie und eine Fähigkeit, Geschichten nur durch Bilder zu erzählen, wie kein anderer in der jüngeren Kinovergangenheit – in Italien und im Ausland“. Piavolis Filme seien voll „epischen und lyrischen Atems“, der Einfluss der antiken Dichter wie Homer oder Lucretius sei bei ihm spürbar. „Er weiß wie man Wind, Wasser, Himmel und Wolken zu den Stars des Filmes macht. Er weiß, wie man die von der Natur ausgesandten Symptome und Signale einfängt. Wie ein Schamane bringt er diese in eine symphonische Geschichte unter, in der Geräusche und Klänge nicht weniger wichtig als die Bilder sind.“

## Filmografie als Regisseur
- 1954: Ambulatorio (Kurzfilm)
- 1961: Le stagioni (Kurzfilm)
- 1962: Domenica sera (Kurzfilm)
- 1963: Emigranti (Kurzfilm)
- 1964: Evasi (Kurzfilm)
- 1981: Il pianeta azzurro (Spielfilm)
- 1986: Lucidi inganni (Kurzfilm)
- 1987: Il parco del Mincio (Kurzfilm)
- 1989: Nostos: Il ritorno (Spielfilm)
- 1996: Stimmen in der Zeit (Voci nel tempo; Spielfilm)
- 2002: Al primo soffio di vento (Spielfilm)
- 2002: Paesaggi e figure (Kurzfilm)
- 2004: Affettuosa presenza (mittellanger Film)
- 2007: Lo zebù e la stella (Kurzfilm)
- 2011: Là dove scorre il Mincio (Kurzfilm)
- 2012: Frammenti (Kurzfilm)
- 2013: Venice 70: Future Reloaded (Episodenfilm, ein Kurzfilm von Piavoli)
- 2016: Festa (Kurzfilm)